# Ботушанський Василь Мефодійович
Василь Мефодійович Ботушанський (31 грудня 1935, Оселівка — 21 серпня 2022) — український історик, дослідник аграрної історії України, зокрема економічного і суспільно-політичного життя Буковини ХІХ–ХХ століть, українсько-молдавських економічних взаємозв'язків 40–80-х років ХХ століття, доктор історичних наук, професор. Почесний професор Чернівецького університету.

## Біографія
Народився 31 грудня 1935 року в селі Оселівці (нині Кельменецького району Чернівецької області). У 1961 році закінчив Чернівецький державний університет. Працював учителем історії і директором школи; перебував на партійній роботі. У 1967 році вступив до аспірантури на кафедру історії СРСР та УРСР Чернівецького університету. 1969 року перевівся до заочної аспірантури і працював викладачем історії СРСР та УРСР Чернівецького університету. У 1969–1976 роках — молодший науковий співробітник, у 1976–1978 роках — старший науковий співробітник відділу історії і конкретних соціальних досліджень Інституту історії АН УРСР (Чернівці). У 1973 році, під керівництвом кандидата історичних наук М. О. Ліщенка, захистив кандидатську дисертацію на тему: «Аграрні відносини на Буковині на початку XX ст. (1900—1914 рр.)».
З 1978 року — старший викладач, доцент, завідувач кафедри історії народів Східної Європи, завідувач кафедри історії України Чернівецького університету.
У 1997 році захистив докторську дисертацію на тему: «Сільське господарство Буковини (друга половина ХІХ — початок XX ст.)».
Помер 21 серпня 2022 року.

## Основні праці
- Піонери буковинської заокеанської еміграції // Історико-політичні проблеми сучасного світу: Збірка наукових статей. — Том 8. — Чернівці, 2001.
- Сільське господарство Буковини (друга половина ХІХ — поч. XX ст.). — Чернівці, 2000.
- Німецькомовна преса Буковини про деякі аспекти національно-культурного життя буковинських українців (друга половина ХІХ — початок XX ст.) // Питання історії України: Збірка наукових статей. — Том 4. — Чернівці, 2000.
- Історичний факультет Чернівецького держуніверситету (До 60-річчя відкриття) // Питання історії України: Збірка наукових статей. — Том 4. — Чернівці, 2000 у співавторстві).
- З історії селянських поземельних товариств Хотинського повіту Бессарабії в кінці ХІХ — на початку XX ст. // Питання історії України: Збірка наукових статей — Том 4. — Чернівці, 2000 (у співавторстві).
- Шлях за десять років. 1999—2000 (До 10-річчя заснування кафедри історії України Чернівецького національного університету) // * Питання історії України: Збірка наукових статей. — Том 4. — Чернівці, 2000.
- Приєднання Буковини до Австрії (До 225-річчя події) // Питання історії України: Збірка наукових статей. — Том 4. — Чернівці, 2000 (у співавторстві).
- Буковина у дипломатичній боротьбі за втягнення Румунії у війну на боці австро-німецького блоку (1914—1916 рр.) // Питання історії України: Збірник наукових статей. — Том 3. — Чернівці, 1999.
- Буковинська діаспора та її зв'язки з рідним краєм // Буковинський журнал. — 1999. — Частини 1-2.
- Нариси з історії Північної Буковини. — Київ, 1980 (у співавторстві).
- Нерушимая дружба украинского и молдавского народов в период социализма. — Київ, 1980 (у співавторстві).
- Становище і класова боротьба селянства Північної Буковини в період імперіалізму (1900—1914 рр.). — Київ, 1971.

## Відзнаки
Відмінник освіти України (з 2005 року). Почесний краєзнавець України (2015). Нагороджений медаллю «Ветеран праці» (1991), почесною грамотою Кабінету міністрів України (2000), орденом «За заслуги» 3-го ступеня (2007), медаллю «На славу Чернівців» (2010).